# باربرا كار
باربرا كار (بالإنجليزية: Barbara Carr)‏ هي مغنية أمريكية، ولدت في 9 يناير 1941 في سانت لويس في الولايات المتحدة.

## وصلات خارجية
- باربرا كار على موقع ميوزك برينز (الإنجليزية)
- باربرا كار على موقع ديسكوغز (الإنجليزية)